# Mako Idemitsu
Mako Idemitsu (jap. 出光 真子, Idemitsu Mako; * 1940 in der Präfektur Tokio) gehört zur ersten Generation japanisch-US-amerikanischer Videokünstlerinnen.

## Leben und Werk
Mako Idemitsu wurde 1940 als Tochter von Idemitsu Sazō geboren. Sie studierte zunächst an der Waseda-Universität in Tokio und wechselte später zur Columbia University in New York. Mako Idemitsu heiratete 1966 den Maler Sam Francis (1923–1994), mit dem sie zwei Söhne – Shingo und Osamu – hat und verlegte ihren Lebensmittelpunkt nach Santa Monica in Kalifornien. Idemitsu engagierte sich in der Frauenbewegung und dokumentierte 1972 die von Judy Chicago und Miriam Schapiro organisierte Ausstellung „Womanhouse“. 1973 nach Tokio zurückgekehrt, arbeitete sie weiter an Filmen, die traditionelle Geschlechterrollen, Mutterschaft, weibliche Identität und familiäre Beziehungen zum Thema haben.
Idemitsu verwendet häufig Fernseher als Bestandteil ihrer Filme, also ein Bild im Bild, genannt Mako style. Bekannte Filme sind What a Woman Made (1973), Great Mother (1983–1984), Kiyoko’s Situation (1989) und Kae, Act Like a Girl (1996). Hideo: It’s Me, Mama (1983) wurde 1987 auf der documenta 8 in Kassel gezeigt.

## Ausstellungen (Auswahl)
- 2010: "Counter Space: Design and the Modern Kitchen" Museum of Modern Art, New York
- 1994: Internationale Kurzfilmtage Oberhausen, Oberhausen
- 1990: European Media Art Festival, Osnabrück
- 1988: 3. Videonale, Bonn
- 1987: documenta 8, Kassel